# Lijst van uitgestorven talen
Deze lijst van uitgestorven talen geeft een overzicht van dode talen, ofwel talen die in het dagelijks leven door niemand meer als voertaal wordt gebruikt, anders gezegd een taal die niemand meer beschouwt als zijn of haar moedertaal. 

## A
Aequisch - 
Akkadisch - 
Angelsaksisch - 
Aquitaans -
Avestisch

## B
Belav - 
Bourgondisch -

## C
Chimariko

## D
Dacisch - 
Dagbani - 
Dalmatisch - 
Dura -

## E
Eblaïtisch - 
Egyptisch - 
Elamitisch - 
Eteocypriotisch - 
Etruskisch - 
Eyak -

## F
Faliskisch - 
Fenicisch -

## G
Galatisch - 
Galicisch-Portugees of Oudportugees - 
Gallisch - 
Ge'ez - 
Gotisch - 
Guanche -

## H
Hattisch - 
Hettitisch - 
Hoanya - 
Hurritisch -

## I
Iberisch - 
Illyrisch -

## J
Joeratsisch

## K
Keltiberisch - 
Ketangalaans - 
Klassiek Maya - 
Kot - 
Krim-Gotisch -

## L
Latijn - 
Lemnisch - 
Lepontisch - 
Lijfs - 
Longobardisch - 
Lycisch - 

## M
Manx-Gaelisch - 
Middelengels - 
Middelfrans - 
Middelhoogduits - 
Middelnederlands

## N
Negerhollands - 
Noordoostelijk Pomo - 
Noord-Piceens - 
Norn

## O
Oebychs - 
Oostelijk Pomo - 
Oskisch - 
Osmaans - 
Ostrogotisch - 
Oudegyptisch - 
Oudengels - 
Oudfrankisch - 
Oudfrans - 
Oudgrieks - 
Oudiers - 
Oudkerkslavisch - 
Oudmacedonisch - 
Oudnederlands / oudnederfrankisch - 
Oudnoors - 
Oudpruisisch - 
Oudrussisch - 
Oudspaans

## P
Papora-Hoanya - 
Pictisch - 
Pochuteeks - 
Polabisch - 
Prakrit - 
Proto-Dravidisch - 
Proto-Indo-Europees - 
Proto-Oeraals - 
Proto-Polynesisch - 
Proto-Sinaïtisch - 
Punisch

## R
Rhaetisch

## S
Sanskriet of Oudindisch - 
Skepi - 
Soemerisch

## T
Taokas - 
Thracisch - 
Tochaars - 
Tubar

## V
Vandaals - 
Vedisch Sanskriet - 
Venetisch - 
Vestiniaans - 
Visigotisch

## W
Wappo - 
Wiradhuri